# La Esperanza (El Rosario)
La Esperanza es una entidad de población del municipio de El Rosario, en la isla de Tenerife —Canarias, España—, siendo su capital administrativa.

## Toponimia
Su nombre se debe al sentimiento de esperanza que experimentaron los conquistadores castellanos al divisar desde este lugar su campamento, mientras huían de la batalla de Acentejo que habían perdido contra los guanches.

## Características
Se encuentra situado a una altitud media de 879 m s. n. m. en una llanura, en la zona alta del municipio.
Como capital y centro neurálgico del municipio, aquí se localizan el Ayuntamiento de El Rosario y el Juzgado de Paz. También se encuentran aquí la sede de la Policía Local, una oficina de Protección Civil, un Registro de la Propiedad, los centros de enseñanza C.E.O. Leoncio Rodríguez y la Escuela Infantil de La Esperanza, varias instalaciones deportivas, una oficina de Correos, un consultorio médico, la iglesia parroquial de Nuestra Señora de la Esperanza, el tanatorio municipal, así como bares, restaurantes y otros comercios.

## Demografía
| Año        | 2000  | 2001  | 2002  | 2003  | 2004  | 2005  | 2006  | 2007  | 2008  | 2009  | 2010  | 2011  | 2012  | 2013  |
| ---------- | ----- | ----- | ----- | ----- | ----- | ----- | ----- | ----- | ----- | ----- | ----- | ----- | ----- | ----- |
| Habitantes | 3.314 | 3.393 | 3.387 | 4.098 | 4.160 | 4.167 | 4.096 | 3.594 | 3.599 | 3.589 | 3.569 | 3.529 | 3.526 | 3.480 |

## Fiestas
La Esperanza celebra sus fiestas patronales entre los meses de julio y agosto, celebrándose actos religiosos y populares. Destaca su romería tradicional, que se celebra el primer domingo de agosto, y que en 2014 cumplió su XL edición.

## Comunicaciones
Se accede a la localidad principalmente a través de la Carretera de La Esperanza TF-24.

### Transporte público
Cuenta con parada de taxis en la calle de Pedro Juan García Hernández.
En autobús —guagua— queda conectada mediante la línea de Transportes La Esperanza.
| Línea | Trayecto                                                        |
| ----- | --------------------------------------------------------------- |
| 042   | La Laguna - La Esperanza - Las Rosas - La Esperanza - La Laguna |

## Lugares de interés
- Iglesia de Nuestra Señora de La Esperanza
- Parque Bosque del Adelantado